# Doppelsitzventil
Doppelsitzventile dienen zur vermischungssicheren Absperrung von „feindlichen“ Medien an Rohrleitungskreuzungspunkten. Typische Einsatzbereiche sind die Brauerei-, Getränke-, Milchverarbeitungs- und Nahrungsmittelindustrie sowie die Pharma-, Healthcare-, Biotechnologie- und Feinchemieindustrie.

## Funktion des Ventils

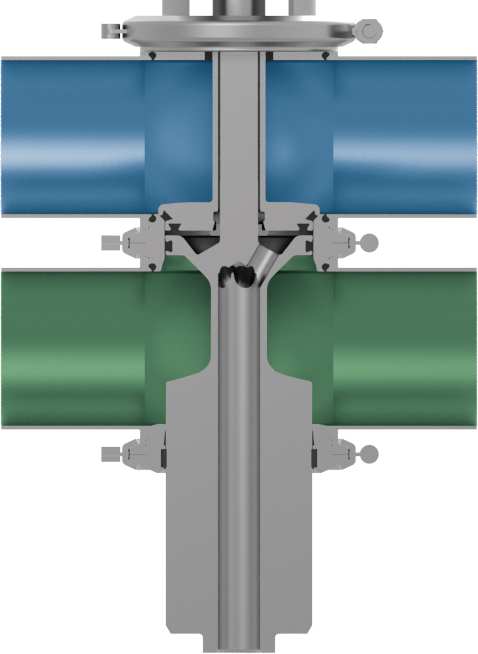
Funktion eines Doppelsitzventils

Ventile für hygienische Anwendungen werden in der Regel mit einem Luft-Feder-Antrieb ausgestattet. Die Kolbenstange des Antriebs ist mit dem Ventilteller verbunden. Durch Luftbeaufschlagung unter der Kolbenfläche wird eine Hubbewegung des Ventils erzeugt. Bei Deaktivierung der Luftbeaufschlagung wird das Ventil durch die Federkraft des Antriebs geschlossen.
Im geschlossenen Zustand des Ventils (Ruhelage) befinden sich immer zwei Dichtungen zwischen den getrennten Rohrleitungen. Sollte es zu einem Defekt einer Dichtung kommen,
kann die dadurch entstehende Leckage gezielt aus dem Leckageauslauf in die Peripherie abfließen, ohne sich mit dem Produkt in der zweiten Rohrleitung zu vermischen.
Auf diesem Weg wird sichergestellt, dass keine Vermischung zwischen den Medien zweier Rohrleitungen entsteht.

## Anwendungsbeispiele
Um die unterschiedlichen Anforderungen in verschiedenen Industriezweigen, Einsatzbereichen und Prozessen erfüllen zu können, existieren verschiedene vermischungssichere Absperrventile für unterschiedliche Anforderungen (z. B. axial dichtend, radial dichtend, druckschlagsicher, molchbar). Doppelsitzventile mit Sprühreinigung des Leckageraums werden häufig in nicht-kritischen Bereichen eingesetzt:
- Brauereien: Kaltbereich, z. B. Gärkeller
- Molkereien: Vor der thermischen Behandlung, z. B. Milchannahme, Rohmilchtanklager etc.

Um die Dichtungen in dem Leckageraum rückstandslos zu reinigen, werden bei hochviskosen Medien oder Medien mit hohem Zuckergehalt Ventile mit Sitzanliftung eingesetzt.

## Schaltleckage
Bei axial dichtenden Doppelsitzventilen entsteht bei jedem Schaltvorgang ein kurzer Zeitpunkt, an dem weder der untere Ventilteller an der Mitteldichtung des oberen Ventiltellers
anliegt noch die axiale Sitzfläche des Sitzrings erreicht hat. Durch den entstehenden Spalt dringt während dieses kurzen Moments Flüssigkeit in den Leckageraum ein und fließt zur
Atmosphäre ab. Dies wird als Schaltleckage bezeichnet.
Bei radial dichtenden Doppelsitzventilen entsteht dieser Spalt während des Schaltvorgangs nicht, die Schaltleckage wird somit auf ein Minimum (evtl. anhaftende Produktreste an den metallischen Oberflächen) reduziert.

## Druckschlagsicherheit
Sollte ein Druckschlag in der unteren Rohrleitung auftreten, wirkt die Kraft des Druckschlags auf den unteren Ventilteller und könnte die Zuhaltekraft der Antriebsfeder übersteigen. Daraus resultiert die Gefahr, dass der untere Ventilteller durch den erhöhten Druck in der Rohrleitung angehoben wird.
Bei axial dichtenden Doppelsitzventilen entstünde in der Folge eine Verbindung zur Atmosphäre, was zu einer Leckage führen würde (vgl. Schaltleckage). Durch die Verbindung zur Atmosphäre erfolgt auch der schlagartige Abbau des Überdrucks in der Rohrleitung, danach schließt die Antriebsfeder das Ventil wieder.
Um eine Anhebung des unteren Ventiltellers während eines Druckschlags in der unteren Rohrleitung zu verhindern, stehen Ventile mit einem unteren Balancer zur Verfügung. Der Balancer schafft durch eine nach unten ausgerichtete Ausgleichsfläche eine Ausbalancierung der Wirkrichtung des Drucks und verhindert bis zu einem bestimmten Überdruck eine Bewegung des unteren Ventiltellers.
Radial dichtende Doppelsitzventile sind immer mit diesem unteren Balancer ausgestattet, um die Öffnungsbewegung des unteren Ventiltellers zu vermeiden.

## Reinigung des Leckageraums

### Sprühreinigung

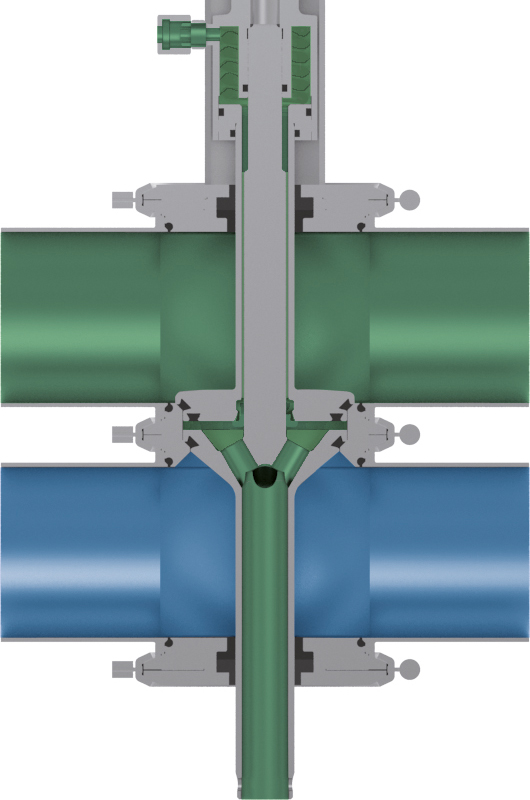
Sprühreinigung beim Doppelsitzventil

Über einen in Höhe der Laterne anzuschließenden Reinigungsanschluss kann dem Leckageraum extern Reinigungsflüssigkeit zugeführt werden, um diesen Raum mittels einer integrierten Sprühdüse zu reinigen. Anschließend läuft die Reinigungsflüssigkeit durch den Leckageauslauf drucklos in die Peripherie ab. Da die Reinigung im geschlossenen Zustand des Ventils erfolgt, werden die aufliegenden Dichtungsoberflächen während der Reinigung nicht erfasst. Auf diese Weise ist eine Reinigung des Leckageraums unabhängig von der Rohrreinigung möglich. Außerdem kann eine Zwischenspülung vor oder nach einem Schaltvorgang des Ventils vorgenommen werden.

### Peripherie

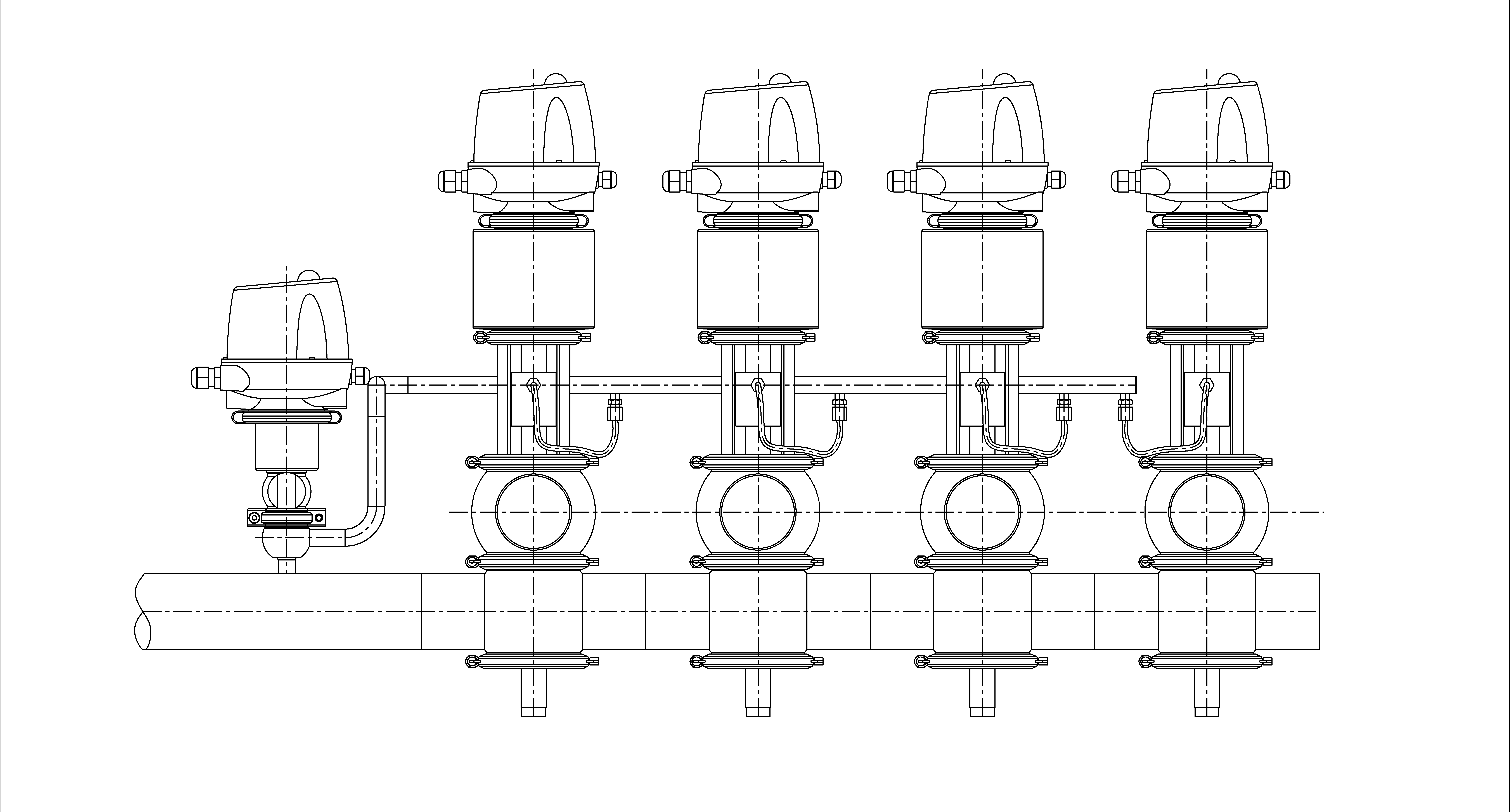
Beispielanwendung eines Speiseventils

Um die Sprühreinigung über den externen Anschluss in der Laterne nutzen zu können, sind in der Peripherie Speiseventile notwendig, welche den Reinigungsanschluss des Doppelsitzventils zum vorgesehenen Zeitpunkt mit Reinigungsmedium versorgen. Dazu werden Speiseventile kleinerer Nennweiten auf der Reinigungsflüssigkeit leitenden Rohrleitung eingesetzt. Jedes Speiseventil versorgt dabei in der Regel mehrere Reinigungsanschlüsse von Doppelsitzventilen. Hierbei ist darauf zu achten, dass alle angeschlossenen Doppelsitzventile während der Reinigung ausreichend mit Reinigungsflüssigkeit versorgt werden. Als Richtwert gilt, dass nicht mehr als sechs Doppelsitzventile von einem Speiseventil versorgt werden sollten.

### Reinigung durch Sitzanliftung
Doppelsitzventile, die mit einem Liftantrieb ausgestattet sind, ermöglichen ein individuelles Anliften eines einzelnen Ventiltellers während der jeweiligen Rohrreinigung.
Dabei fließt das Reinigungsmedium an der Dichtung des angelifteten Ventiltellers vorbei, reinigt den Leckageraum und fließt anschließend drucklos durch den Leckageauslauf in die Peripherie ab. Auf diese Weise ist eine Reinigung aller produktberührten Flächen inklusive der Oberflächen der Ventiltellerdichtungen möglich.
Bei axial dichtenden Doppelsitzventilen ist ein Anliften des oberen Ventiltellers nach oben möglich, sofern sich Reinigungsflüssigkeit in der oberen Rohrleitung befindet.

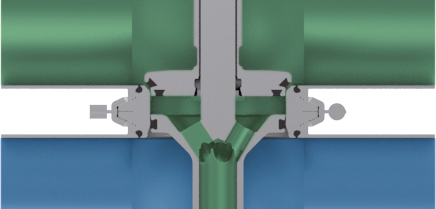
Befindet sich in der oberen Rohrleitung Reinigungsmedium, so ist ein Anliften des oberen Ventiltellers nach oben möglich, um die Dichtungsoberfläche und den Leckageraum abzureinigen.

Wenn sich in der unteren Rohrleitung Reinigungsflüssigkeit befindet, ist bei axial dichtenden Doppelsitzventilen ein Anliften des unteren Ventiltellers nach oben möglich.

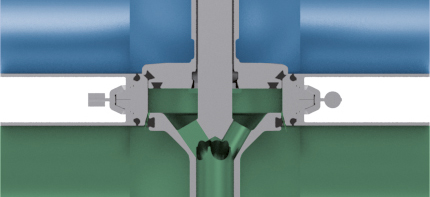
Das Anliften des unteren Ventiltellers beim radialdichtenden Doppelsitzventil Typ R erfolgt nach unten.